# La Tranchée des Portes
La Tranchée des portes is een oppidum in de Belgische gemeente Étalle in de provincie Luxemburg . Het is met een oppervlakte van 100 hectare de grootste vesting uit de ijzertijd  in België. In tegenstelling tot de historische site van het nabijgelegen Montauban die slechts sporadisch bewoond was gaat het hier om een versterkte plaats met permanente bewoning waar aan veeteelt en akkerbouw gedaan werd.
De naam van de site verwijst naar de uitgegraven vijf meter diepe gracht die voor de omwalling ligt. Deze wal van meer dan drie meter hoogte is meer dan een kilometer lang en heeft drie toegangspoorten. De wal ligt aan de noordzijde van het oppidum, de andere zijden kennen een natuurlijke bescherming door abrupte hellingen.
Het oppidum werd bewoond door Galliërs van de vijfde eeuw voor tot de eerste eeuw na Christus en door Gallo-Romeinen van de eerste tot de derde eeuw na Christus.
De wal aan de noordzijde werd opgebouwd vanaf de zesde eeuw voor Christus in drie fasen. 
De eerste wal was ongeveer twee meter hoog en vier meter breed en bestond uit een palissade van horizontale balken die op hun plaats gehouden werden door in de grond geslagen dunne palen. De uitgegraven grond van de gracht ervoor werd achter de palissade opgehoopt ter versteviging.
In een tweede fase werd twee meter voor de eerste wal een nieuwe hogere en stevigere palissade opgetrokken zodat de totale breedte zeven meter bedroeg bij een hoogte van 2,5 meter.
Tijdens de derde fase werd de wal verder verhoogd en verbreed en werd aan de buitenzijde een stenen afwerking aangebracht als bijkomende versterking, deze stenen werden door verticaal geheide palen op hun plaats gehouden.

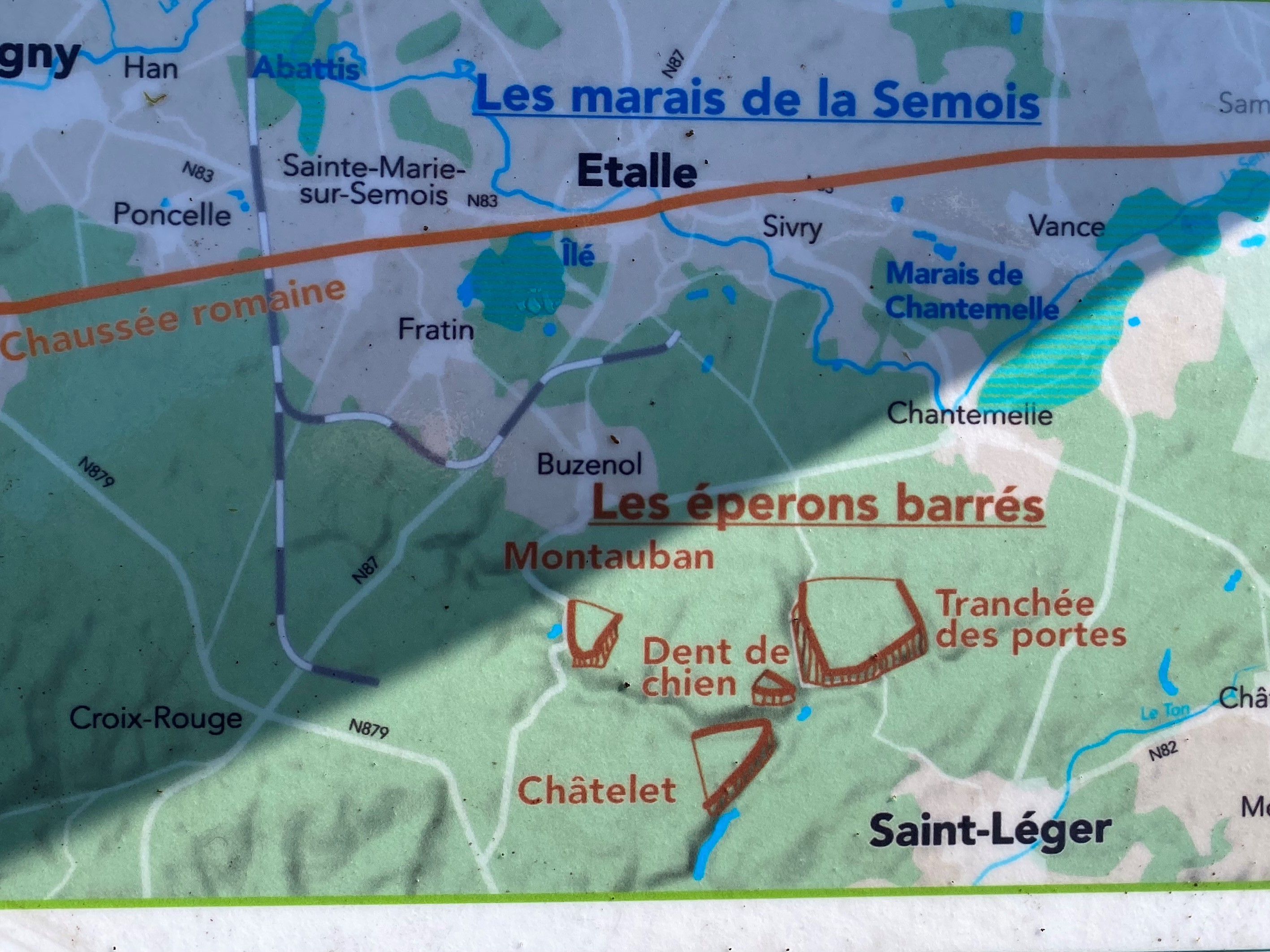
Ligging van La Tranchée des Portes Oppidum in Buzenol (Étalle)
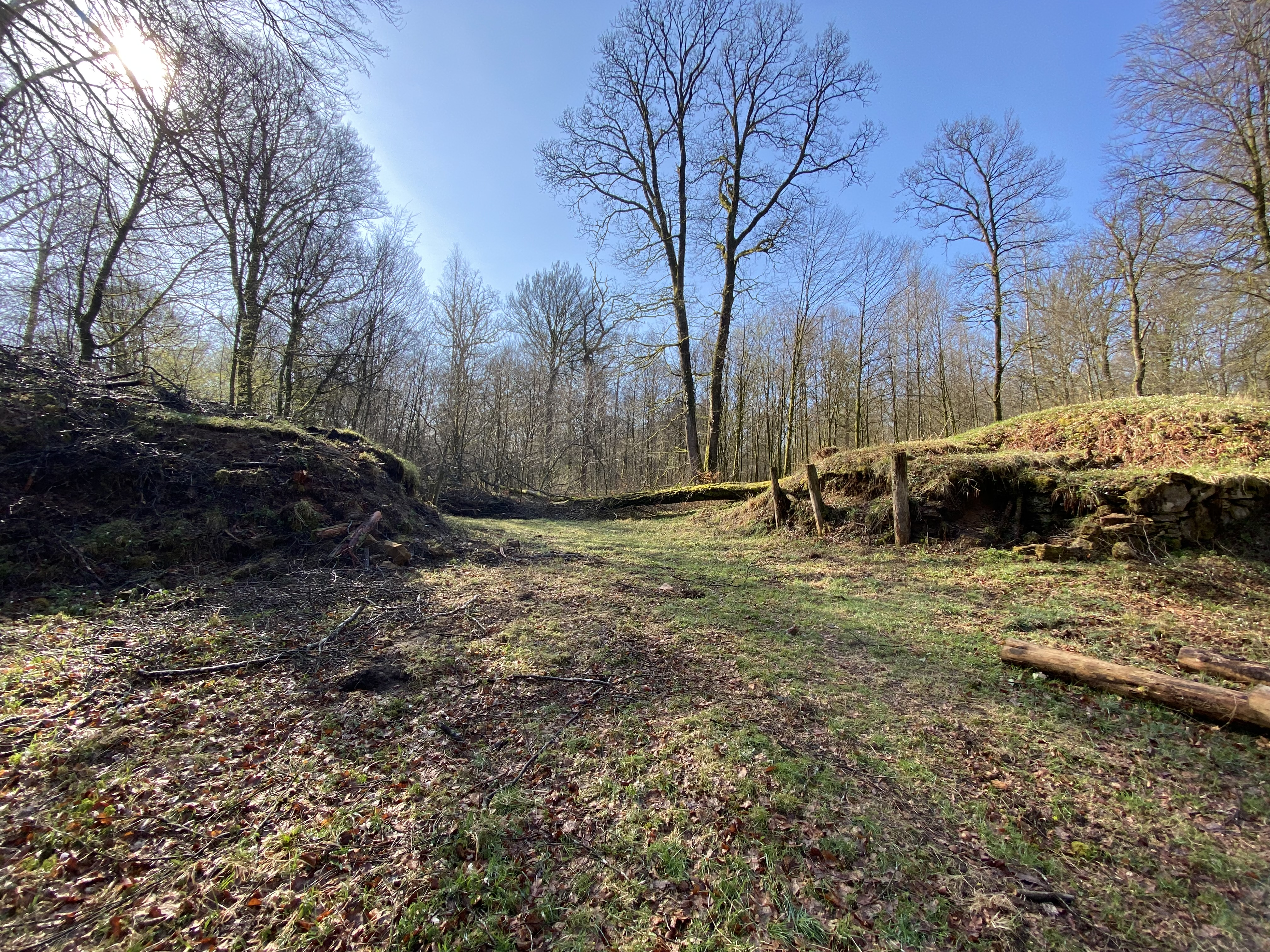
Tranchée des Portes Oppidum in Buzenol (Étalle)